# Estrazione dentaria

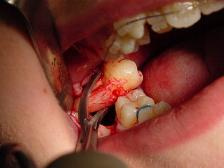
Fase finale di un'estrazione chirurgica di un molare impattato.

L'estrazione dentaria è la procedura chirurgica con cui si asporta un dente o una radice dal cavo orale. La causa più frequente è l'impossibilità di un recupero valido dell'elemento dentario compromesso per una patologia dentaria (ad esempio una carie in stadio avanzato), o la necessità di creare spazio per i denti rimanenti.

## Storia
I primi documenti in cui si accenna all'estrazione dentaria curiosamente sembrano riguardare il suo utilizzo come punizione, e non come cura. All'interno del codice di Hammurabi, datato intorno al 1800 a.C. l'estrazione (o più propriamente la perdita procurata volontariamente, con modalità non specificata con precisione) di denti viene citata riguardo alla legge del taglione, come riecheggiato anche dalla legge biblica. Sia Aristotele che Ippocrate descrivono l'estrazione di denti tramite strumenti appositi, agenti come leve contrapposte.
Nel periodo medievale, l'incombenza delle estrazioni era svolta da monaci, operazione poi passata ai barbieri dopo una serie di editti papali che proibirono agli appartenenti agli ordini della chiesa questo tipo di interventi. La figura del barbiere-chirurgo rimase così quella di riferimento per lungo tempo, venendo anche istituzionalizzata con l'inserimento in una apposita corporazione. Nel XIV secolo vede la luce il "pellicano", strumento da estrazione attribuito al chirurgo francese Guy de Chauliac, mentre è del XVIII secolo l'introduzione delle "chiavi dentali", strumenti poi soppiantati dalle moderne leve e pinze da estrazione.

## Indicazioni
- Presenza di patologia cariosa destruente di livello tale da impedire un valido recupero del dente/radice utilizzando tecniche conservative e/o protesiche.
- Patologia parodontale con distruzione dei tessuti di sostegno del dente di gravità sufficiente da rendere non predicibile il recupero del dente attraverso procedure terapeutiche adeguate.
- Lesione di origine endodontica in dente non più trattabile endodonticamente per pregresso insuccesso delle terapie o per situazione generale/locale avversa (rapporto corona /radice sfavorevole, strutture anatomiche a rischio lesione in prossimità della zona di intervento).
- Motivazioni economiche.
- Fratture di corona /radice con andamento sfavorevole, o presenza di fratture verticali anche parziali.
- Denti inclusi od in seminclusione (tipicamente denti del giudizio) per mancanza di spazio o ritardo di eruzione, in situazione di non mantenibilità, e prevenzione di potenziale o già avviata patologia cariosa/parodontale.
- Denti sovrannumerari o supplementari o con malformazioni che ne rendono problematico il mantenimento.
- Scelta legata ad una necessità protesica, ad esempio per migliorare la ritenzione di una protesi mobile superiore, o per raggiungere un risultato estetico migliore.
- Trattamenti ortodontici che prevedono l'estrazione di alcuni elementi permanenti allo scopo di recuperare spazio, per poter eseguire un riallineamento dei denti rimanenti[4], o di denti da latte per guidare una corretta uscita dei permanenti (estrazioni seriali)[5].
- Denti decidui che per ritardo o difficoltà di caduta complicano l'eruzione degli elementi permanenti.

## Tecniche
Pur trattandosi di procedura sempre rientrante nell'ambito chirurgico, si distingue l'estrazione semplice da quella chirurgica, a seconda della possibilità di avere un accesso sufficientemente diretto al dente/radice da estrarre, e quindi dalla necessità (o meno) di procedere all'incisione di tessuti molli con successiva elevazione di un lembo muco/periostale, allo scopo di esporre e quindi estrarre l'elemento dentario/radice.
L'estrazione semplice prevede l'esecuzione di un'adeguata anestesia locale, la recisione delle fibre ligamentose che collegano la mucosa gengivale al dente tramite sindesmotomo o leva, e la lussazione del legamento parodontale che trattiene la radice all'osso alveolare, tramite leva adeguata, e/o utilizzando la corretta pinza da estrazione. I movimenti da eseguire dipendono dal tipo di dente e dalla forma radicolare, e richiedono l'applicazione di una forza piuttosto decisa ma sempre necessariamente controllata, per evitare la frattura delle radici, o danni alle strutture anatomiche e/o dentali circostanti.
A tal proposito, la tecnica EWF (Extraction Without Forceps), basata sull’applicazione dei principi fisici delle leve, prevede l'utilizzo delle leve senza usare le pinze per l'estrazione del dente. Attraverso un attento uso delle stesse, è possibile esercitare pressioni con il minimo sforzo per guidare la fuoriuscita del dente nella direzione di minore resistenza. Nello specifico, la leva viene posizionata tra il dente e l’osso alveolare, e la forza viene applicata in direzione apicale e laterale ruotando contemporaneamente la leva lungo il suo asse.
Nel caso di dente pluri-radicolato, dotato di radici curve, in opposizione, o molto divergenti, può rendersi necessaria l'odontotomia e l'estrazione delle sezioni così ottenute separatamente.

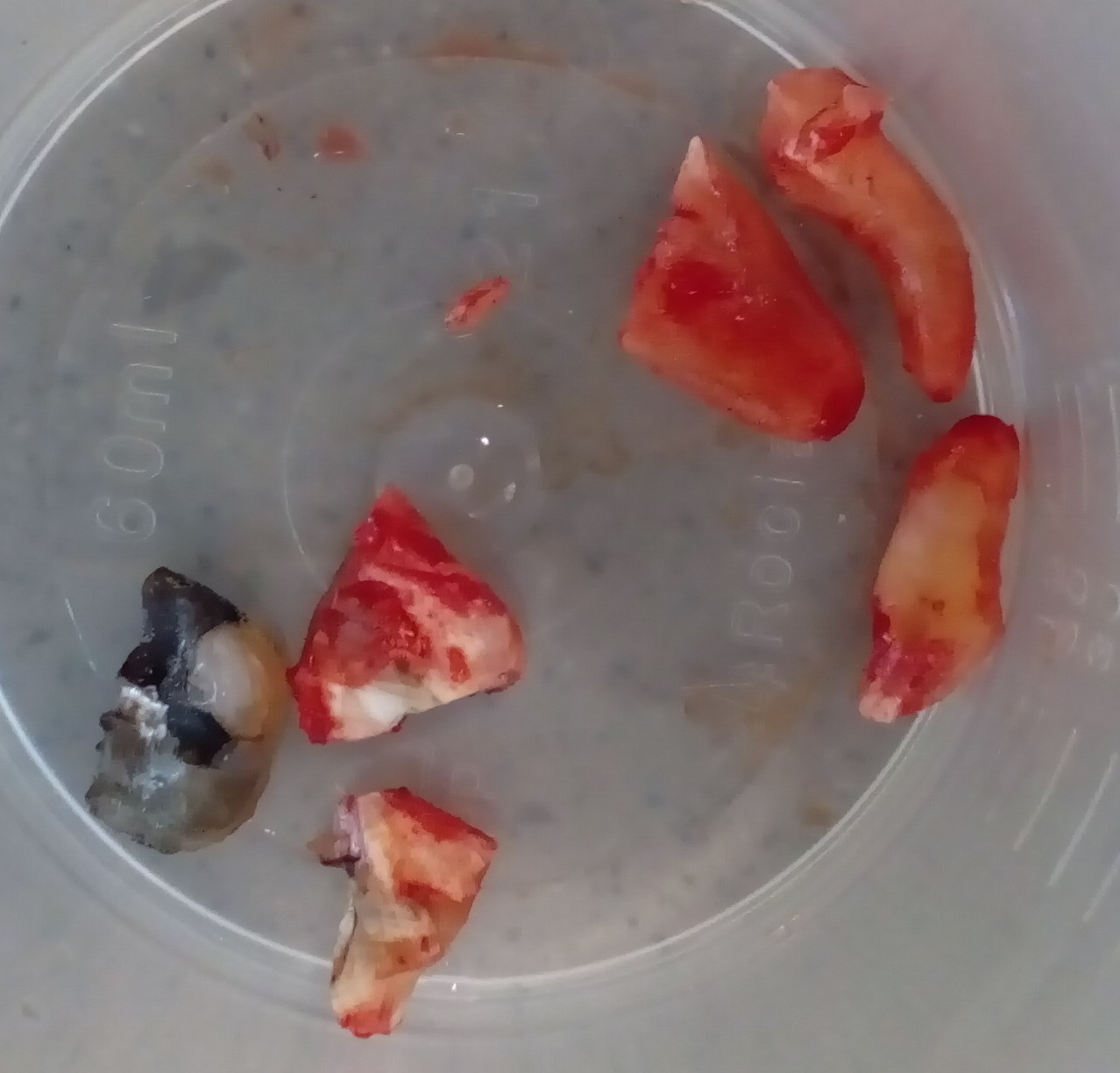
Un molare cariato appena estratto a seguito di spaccature

L'estrazione chirurgica prevede un'anestesia locale, talora con il supporto di sedazione, l'incisione dei tessuti molli e l'elevazione di un lembo muco-periosteo allo scopo di esporre il dente/radice altrimenti non accessibile, assieme al tessuto osseo che quasi sempre deve essere eliminato per permettere l'estrazione. Questo viene eseguito nei casi più favorevoli con uso di strumenti manuali come pinze ossivore e leve, più frequentemente con manipoli a bassa velocità raffreddati tramite soluzione fisiologica sterile, per limitare il gonfiore post-intervento. Negli ultimi tempi sono stati introdotti strumenti alternativi che sfruttano le vibrazioni a frequenza ultrasonica, potenzialmente meno aggressivi perché capaci di non danneggiare i tessuti circostanti. In molti casi anche l'elemento dentario da estrarre richiederà una separazione in più parti, soprattutto nei casi di posizionamento del dente molto sfavorevole. Alla fine dell'intervento il lembo viene solitamente ricollocato nella posizione originaria e suturato. In taluni casi, soprattutto quando sono previste estrazioni multiple e di elevata complessità, o quando il paziente sia poco collaborante, può essere indicata l'anestesia generale.
La necessità sempre più frequente di sostituire il dente estratto tramite l'implantologia ha suggerito tecniche di riempimento della ferita alveolare con vari tipi di materiali osteoinduttivi allo scopo di preservare l'osso per il successivo inserimento della fixture (parte endossea dell'impianto), con risultati più o meno validi.

Sequenza operativa di estrazione semplice di un molare inferiore.

## Complicanze

### Complicanze intraoperatorie
- Lesione di nervi, tipicamente il nervo alveolare inferiore od il linguale, a maggior rischio nell'estrazione dei denti del giudizio inferiore[8]. A seconda della tipologia di lesione (neuroaprassia, assonotmesi o neurotmesi) si potrà avere una perdita di sensibilità (non di funzione, in quanto i nervi colpiti non sono motori) o parestesia, permanente o solo transitoria.
- Creazione di una comunicazione oro-antrale (anche detta oro-sinusale), pericolo che riguarda i denti del settore superiore posteriore. Ulteriore complicazione può essere la dislocazione di una radice all'interno del seno mascellare, con la necessità di un recupero per via chirurgica trans-ossea (Caldwell-Luc).
- Lesioni a denti approssimali, evenienza possibile in caso di presenza di denti vicini con grosse ricostruzioni conservative o lesioni parodontali avanzate. Diventa fondamentale in questi casi porre molta attenzione nell'evitare di fare leva con gli strumenti sui denti contigui. Altro pericolo simile è la frattura di denti antagonisti per la perdita di controllo degli strumenti usati nell'estrazione, nel momento del cedimento del dente, o in caso di scivolamento della presa dello strumento dal dente/radice. La corretta esecuzione dei movimenti, e l'uso della seconda mano a protezione dell'antagonista di solito sono sufficienti per evitare il problema.
- Frattura della mandibola, anche questa è una complicazione legata alle estrazioni dei terzi molari inferiori[9], soprattutto con l'uso di leve con manico a T come le leve di Barry, in grado di sviluppare una forza notevole, per questo sempre meno usate. Nella mascella l'estrazione del dente del giudizio può provocare la frattura del tuber, complicanza rara che può richiedere un intervento di fissazione del residuo rimanente o la sua eliminazione, per evitare la formazione di un sequestro di osso non vascolarizzato.
- Lussazione della mandibola in seguito ai movimenti e alle trazioni eseguite dal medico per l'avulsione del dente. Il riposizionamento con la classica manovra di riduzione ed il riposo a bocca chiusa può non essere sufficiente per la risoluzione del problema, imponendo un trattamento specialistico.
- Sanguinamento di forte intensità, in particolare nel caso di coinvolgimento di vasi sanguigni maggiori, evento realmente pericoloso solo nei casi in cui si coinvolga strutture anomale come una fistola artero-venosa[10].
- Enfisema sottocutaneo o sottomucoso, in caso di uso di strumenti rotanti ad alta velocità per odontotomia[11]. Complicanza solitamente non pericolosa ma potenzialmente temibile e che richiede monitoraggio attento.
- Aspirazione del dente o di frammenti nelle vie aeree, in caso di perdita nel cavo orale degli stessi nelle fasi finali dell'estrazione, con rischio di asfissia.

### Complicanze postoperatorie
- Gonfiore, molto comune in seguito alle estrazioni chirurgiche, soprattutto nel settore dei denti del giudizio inferiori. Legato in particolare all'uso di strumenti rotanti sui tessuti ossei, va limitato con farmaci antinfiammatori.
- Sanguinamento prolungato o tardivo. Evenienza di solito legata alla presenza di infiammazione od infezione, oppure di coagulopatie od uso di farmaci anticoagulanti od antiaggreganti[12]. Raramente richiede intervento medico, solitamente è evenienza controllabile con il semplice tamponamento dell'alveolo con una garza, preferibilmente sterile.
- Ematoma, che talvolta può estendersi oltre la zona orale (tipicamente in zona periorbitale o nella fascia superficiale del collo) per stravaso sanguigno nei tessuti sottomucosi, con quadro che visivamente può risultare impressionante ma che abitualmente non richiede intervento per la risoluzione.
- Infezione della ferita post-estrattiva, meglio conosciuta come alveolite post estrattiva o "alveolo secco" (dry socket), dovuta alla colonizzazione dei batteri orali della ferita in corso di guarigione, pericolo molto aumentato in caso di scarso sanguinamento, con conseguente formazione di un coagulo insufficiente per chiudere la ferita estrattiva. Anche la presenza di un processo infettivo ad origine dentale concomitante all'estrazione è evenienza sfavorevole, per cui è sempre conveniente procedere ad una terapia antibiotica preventiva in casi del genere, con proseguimento a copertura dell'intervento e della prima parte della guarigione. Altro fattore predisponente significativo per questa complicazione sembra essere il fumo[13]. I sintomi sono la comparsa di un dolore ingravescente a distanza di qualche giorno dall'intervento, associato a possibile percezione di cattivo sapore od odore proveniente dalla ferita. La terapia prevede una revisione del sito infetto con curettaggio e l'uso di antibiotici. Evitare, quando possibile, i punti di sutura post-estrattivi può favorire la guarigione di prima intenzione abbassando il rischio di alveolite.
- Trisma, tipicamente a seguito di estrazioni chirurgiche del terzo molare inferiore, in particolare quando complicate e di particolare difficoltà[14].
- Osteomielite, evento solitamente raro, ma più frequente in caso di situazioni di immunodeficienza legate a trattamenti medici o patologie specifiche.
- Osteonecrosi da bifosfonati. Con la diffusione di questi farmaci, usati per contrastare la perdita di osseo causata da alcuni tumori, o nei casi gravi di osteoporosi, si sono osservati sempre più casi di osteonecrosi delle strutture ossee in seguito ad estrazioni, di difficile trattabilità. La complicazione sembra maggiormente correlata all'età, alla durata e al dosaggio del trattamento farmacologico, e alla modalità di somministrazione[15]. L'uso di una copertura antibiotica sembra in grado di ridurre significativamente questo problema[16].
- Lesione vascolare. Le lesioni alle arterie linguale, facciale o miloioidea o ad altre arterie possono essere situazioni di emergenza potenzialmente letali. La rottura di questi vasi può causare un'emorragia rapida e pericolosa, richiedendo un immediato intervento medico di emergenza. Per controllare tale emorragia, è necessario applicare una pressione digitale estesa fino al bordo inferiore mediale della mandibola, oppure utilizzare una pressione digitale con manipolazione bimanuale sopra il bordo inferiore della mandibola nella zona dell’arteria facciale.

## Il decorso postoperatorio
Il decorso postoperatorio dopo una tipica estrazione semplice è rapido e con disagi minimi, a meno di complicanze (vedi sotto). Nel caso di estrazione chirurgica con osteotomia estesa, il gonfiore e il dolore nei giorni successivi possono raggiungere un livello abbastanza elevato, ma controllabile attraverso l'uso di normali farmaci antidolorifici ed antibiotici, anche se l'utilità di un uso sistematico di questi ultimi è stato messo in dubbio da alcune ricerche.
La guarigione prevede una prima fase che segue la tipica sequenza della guarigione per seconda intenzione, in cui la ferita viene richiusa dal coagulo sanguigno, che nei giorni successivi viene colonizzato da fibroblasti, cellule epiteliali ed endoteliali, creando il classico tessuto di granulazione. La guarigione ossea, con relativo rimodellamento dell'osso alveolare richiede un tempo maggiore, valutabile nell'ordine di alcuni mesi, a seconda della zona e dall'estensione della ferita post-estrattiva.